# Eriba-Marduk
Erība-Marduk (mri-ba [dAMAR.UTU]), fue un rey de Babilonia (ca. 769–761 a. C.). Fue uno de los tres jefes tribales caldeos que ocuparon el trono de Babilonia durante el curso del siglo VIII a. C., y sería visto como la figura ancestral durante los futuros reinados de los miembros de su grupo. Miembro de la tribu Bīt-Yakin, más tarde recibió el título de  “restaurador de la fundación de la tierra,” y fue reconocido como restaurador de la estabilidad del país, después de años de agitación.

## Biografía
Se le ha descrito como hijo o descendiente de Marduk-šakin-šumi, un individuo del que se podría especular que fuera uno de los cinco reyes desconocidos del período de interregno. De acuerdo con la Crónica dinástica, Erība-Marduk fue el único miembro de una dinastía del País del Mar (kurA.AB.BA), y sucedió a Marduk-apla-usur, el primer rey claramente identificado como caldeo. Fue sucedido por Nabu-shuma-ishkun. La secuencia de estos tres reyes está confirmada en un fragmento de la asiria Lista sincrónica de reyes. Hay documentos legales fechados en su noveno año y en el decimotercero de su sucesor, lo que lleva a los historiadores a concluir que debe haber ascendido al trono en 770 a. C., como muy tarde, ya que se sabe que su sucesor gobernó hasta 748 a. C.
Participó por primera vez en el Akitu, o festival de año nuevo, al comienzo de su segundo año de reinado, cuando su gobierno se extendía al norte de Babilonia, y suprimió las incursiones de los nómadas en los alrededores de Babilonia y Borsippa, devolviendo los campo y los huertos a sus propietarios. Su devoción religiosa le hizo restaurar el trono de Marduk en el Esagila de Babilonia. Una inscripción de Asarhaddon de Asiria (681–669 a. C.), cuenta cómo, parte del templo de Ishtar en el Eanna de Uruk, el altar de la diosa Nanaya, originalmente construido por Nazi-Maruttash en el siglo XIII a. C., fue restaurado por Erība-Marduk. No todas las restauraciones, sin embargo, fueron bien vistas por sus sucesores. De acuerdo con la estela de Harrán de Nabonido (555–539 a. C.), su reinado fue testigo de una reforma sacrílega del culto de Ištar (bēlet Uruk, “señora de Uruk”), cuando el pueblo de Uruk reemplazó su estatua por otra inadecuada, desunciendo su equipo de leones y quitando su altar. Esto puede haber sido parte de un programa para suprimir los cultos licenciosos de la diosa en el sur de Babilonia.